# Lukáš Budínský
Lukáš Budínský (Praga, 27 de marzo de 1992) es un futbolista checo que juega en la demarcación de centrocampista para el 1. SK Prostejov de la Liga Nacional de Fútbol de la República Checa.

## Selección nacional
Hizo su debut con la selección de fútbol de República Checa el 7 de septiembre de 2020 en un partido de la Liga de las Naciones de la UEFA contra Escocia que finalizó con un resultado de 1-2 a favor del combinado escocés tras los goles de Lyndon Dykes, y de Ryan Christie para Escocia, y de Jakub Pešek para la República Checa.

## Clubes
| Club                 | País            | Año       | Partidos | Goles |
| -------------------- | --------------- | --------- | -------- | ----- |
| Bohemians 1905       | República Checa | 2011-2014 | 64       | 6     |
| M. F. K. Karviná     | República Checa | 2014-2019 | 146      | 46    |
| F. K. Mladá Boleslav | República Checa | 2019-2021 | 69       | 19    |
| F. C. Baník Ostrava  | República Checa | 2021-2022 | 27       | 1     |
| M. F. K. Karviná     | República Checa | 2022-2024 | 53       | 10    |
| F. C. Zhenis         | Kazajistán      | 2024      | 11       | 2     |
| 1. SK Prostejov      | República Checa | 2025-     | 10       | 0     |

## Palmarés

### Campeonatos nacionales
| Título                                        | Club             | País            | Año  |
| --------------------------------------------- | ---------------- | --------------- | ---- |
| Liga Nacional de Fútbol de la República Checa | M. F. K. Karviná | República Checa | 2016 |